# DRIVE GREEN HIGHWAY
DRIVE GREEN HIGHWAY（ドライブ・グリーン・ハイウェイ）は、日本の川崎汽船が運航する、パナマ船籍（便宜置籍）の自動車運搬船。2016年の竣工当時における自動車運搬船としては世界最大級。数々の環境先進技術を導入し、2016年にはシップ・オブ・ザ・イヤーを受賞した。

## 概要
川崎汽船では、省エネルギーと環境保全を追い求めた『DRIVE GREEN PROJECT』を計画し、2015年から2017年にかけて7,500台積載の自動車運搬船10隻を建造した。そのうちの3隻目となる本船は造船会社や舶用機器メーカーの技術を結集し、数々の環境先進技術が導入された。
2016年2月9日に、建造を担当した熊本県玉名郡長洲町のジャパン マリンユナイテッド有明事業所から川崎汽船に引き渡されたのちに2月12日、13日に横浜港大さん橋でお披露目式と見学会が行われた。その後徳山下松港でイギリスの高速鉄道向け車両を積み込み、東播磨港、横浜港、常陸那珂港、豊橋港、名古屋港に寄港し、スエズ運河経由でヨーロッパへ向かった。

## 設計
排出ガスのうち、窒素酸化物の低減には軽油に30～40%の水を添加する「エマルジョン燃料」と、「排気再循環」の技術が採り入れられた。水分の蒸発と、エンジンの燃焼空気に二酸化炭素が混入することによりシリンダ内の燃焼温度を下げ、窒素酸化物の発生を抑制する効果がある。
硫黄酸化物の低減には、三菱重工業と三菱化工機が共同開発した「SOxスクラバー」が導入された。煙突下部に設置された装置で排気に真水または海水を吹き付けることにより、脱硫・除塵を行う。洗浄済みの排水は水酸化ナトリウムで中和して排出し、スラッジはタンクコンテナに収容される。採取した海水を使用する「オープンループモード」と、真水を使用して洗浄・中和後に循環使用する「クローズドループモード」があり、航行海域の海水の性状により使い分けられる。国際海事機関の海洋環境保護委員会において、2020年1月1日以降原則として排出規制海域を除く全海域で船舶燃料に含まれる硫黄分の規制が3.5%から0.5%に強化される。条約締結国の承認を受けた、硫黄酸化物排出低減の実効性のある装置を搭載することで、高価な低硫黄燃料に代えて従来通り硫黄分3.5%までの燃料を使用することができる。本システムは船籍国であるパナマの承認を受け、本船に初めて搭載された。本システムはISOコンテナに収納して運用することが可能で、船内空間の有効活用や艤装期間の短縮、他船への載せ替えが可能である特徴を有する。
船体は係留施設の制約から全長は従来船の200mより大型化できず、海面高も名古屋港の名港トリトンの桁下高の関係で約38mの制約が設けられているが、全幅についてはパナマ運河の拡幅事業に合わせ従来の32.2mから37.5mに拡張し、自動車の最大積載台数は従来の6000台から7500台まで増やすことができた。燃料消費量は従来船と同等で、積載車両1台あたりの燃費が向上することになる。
船内の貨物デッキ船底側から1 - 12番デッキの12層、最上部のガレージデッキを含めると13層からなり、総床面積は東京ドーム約5つ分に相当する67000m2に及ぶ。4・6・8番デッキは積み荷に応じて高さが可変な構造になっている。船尾のランプウェイに直結する5番デッキは最大高5.8mが確保され、床面の強度も1.5倍に高められている。当初から鉄道車両や建設機械の積載を想定しており、船尾の積載口の幅は従来の1.5倍の12mに拡げられた。
最上部の甲板にはソーラーフロンティア製の912枚のソーラーパネルを設置。最大150kW/hの発電能力があり、甲板のLED照明や乗組員の生活空間に供給する電力は太陽光発電で賄われる。ソーラーフロンティアによると、船舶向け太陽光発電システムとしては世界最大規模であるという。船舶用水耕栽培装置を搭載し、航海中の乗組員に新鮮な野菜を提供することも可能である。
船首は風の抵抗を軽減するデザインが採用され、船底塗料には低摩擦タイプが使用された。高効率スクリュープロペラの採用や、ポンプやファンのインバータ化により更なる省エネルギー化が実現し、従来の同型船舶に比べて輸送車両1台あたりの排出量は二酸化炭素25%以上、窒素酸化物50%以上、硫黄酸化物では90%以上の削減が可能である。